# San Teodoro, Oriental Mindoro
San Teodoro (Bayan ng San Teodoro) är en kommun i Filippinerna. Kommunen ligger på ön Mindoro, och tillhör provinsen Oriental Mindoro. Folkmängden uppgår till 13 806 invånare.
San Teodoro är indelat i 8 barangayer.

## Bildgalleri

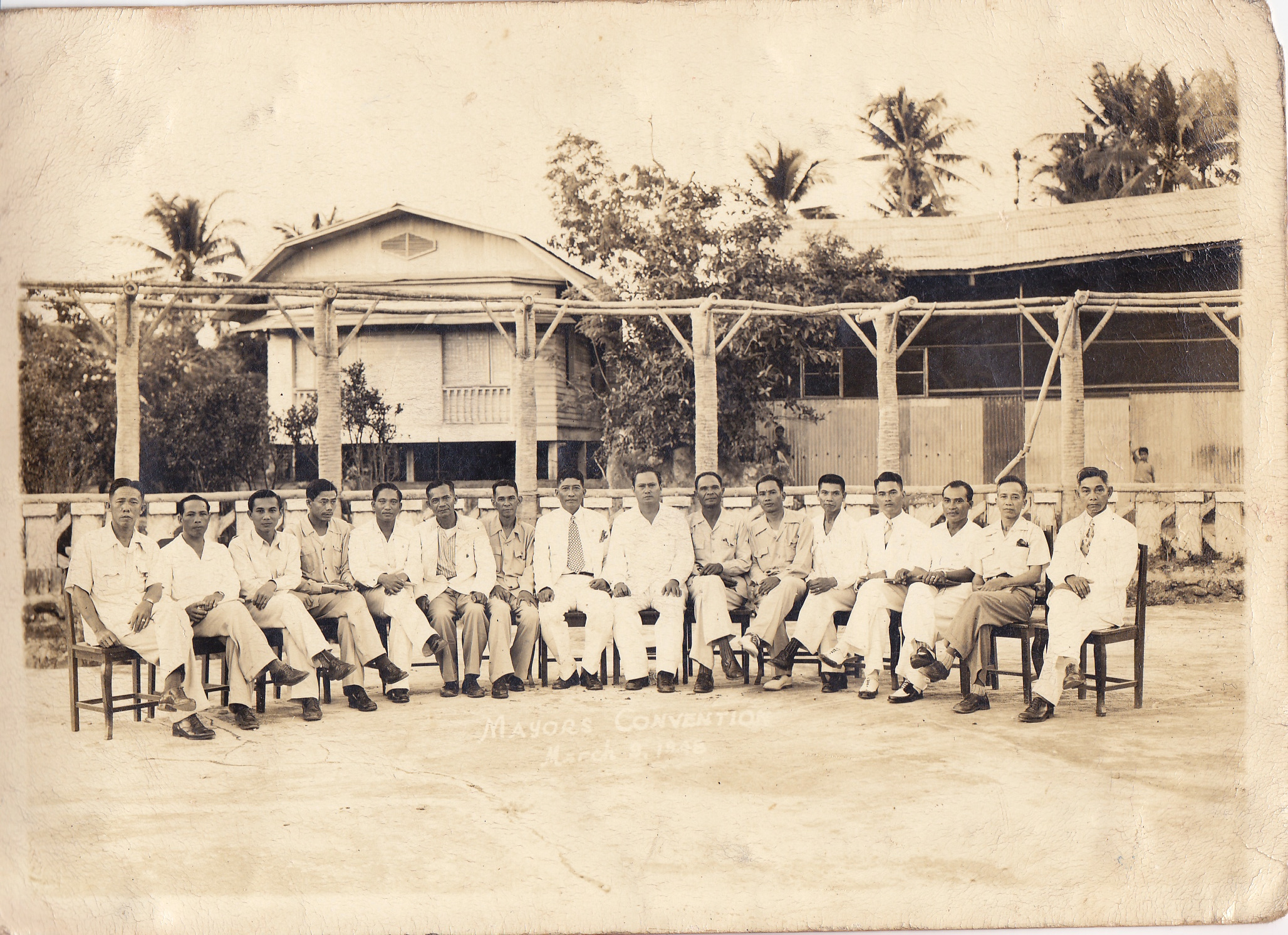